# 서재응
서재응(徐在應, 1977년 5월 24일 ~ )은 전 KBO 리그 KIA 타이거즈의 투수이자, 현 KBO 리그 NC 다이노스의 수석코치다.

## 선수 시절

### 아마추어 시절
1996년에 광주제일고등학교를 졸업하고 연고 팀 해태 타이거즈의 고졸 우선 지명을 받았으나, 인하대학교에 입학했다. 인하대 법학과 시절 1998년 아시안 게임에 참가해 야구 금메달을 획득하며 병역특례를 받았다. 인하대학교를 중퇴하고 형 서재환과 함께 메이저 리그 뉴욕 메츠에 입단했다.

### 미국 프로야구시절

#### 뉴욕 메츠시절
미국 진출 초기에는 팔꿈치 수술을 받아 재활한 후 마이너 리그에서 활동했다. 2002년 7월 21일에 메이저로 첫 승격돼 시너지 필드에서 열린 신시내티전 8회 말에 중간계투로 등판, 무실점으로 1이닝을 소화하며 메이저 데뷔전을 치렀다. 2005년에는 후반기에 메이저로 올라와 선발진에 합류, 14경기에 등판하여 8승 2패 평균자책점 2.59를 기록했다.
2006년 WBC를 앞두고 소속 팀의 반대에도 야구 국가대표팀에 합류했던 그는 WBC 대회 전이었던 2006년 1월 5일 투수 팀 해믈럭과 함께 두아너 산체스, 스티브 슈몰을 상대로 LA 다저스로 2:2 트레이드됐다.

##### LA 다저스시절
메이저 19경기(선발 10경기)에 등판해 트레이드 전까지 2승 4패, 5점대 평균자책점을 기록했고, 2006년 5월 23일 콜로라도전까지 2경기 연속, 시즌 5번째 QS를 기록하다가 5월 28일 워싱턴전에서 2.2이닝 6실점하며 난조를 보인 뒤 오달리스 페레즈에게 선발 자리를 내주고 불펜으로 강등됐다. 그 해 6월 28일 이적 5개월 23일만에 포수 디오네르 나바로와 함께 투수 마이크 헨드릭슨, 포수 토비 홀을 상대로 탬파베이 데블레이스로 트레이드됐다.

##### 탬파베이 데블레이스시절
1년 6개월 간 활동하다가 2007년에 3승 4패에 그친 후 지명할당되어 마이너리그로 강등당했고, 2007 시즌 후 탬파베이에서 방출됐다.
메이저 리그 통산 118경기에 등판해 28승 40패, 4점대 평균자책점을 기록했다.

### 한국 프로야구 시절

#### KIA 타이거즈시절
2007년 시즌을 마치고 탬파베이에서 방출된 그는 미국 생활에 한계를 느껴 일본 진출을 고려했으나 고향 팀으로 돌아오기로 결정했고, 귀국 후 2007년 12월 17일 계약금 8억 원, 연봉 5억 원, 옵션 2억 원 등 총 15억 원의 조건으로 그를 지명했던 해태 타이거즈를 이어받은 KIA 타이거즈와 계약했다.
대한민국 복귀 첫 해에는 허벅지 및 팔꿈치 부상으로 5승 5패에 머물렀고, 2009년에는 스윙맨으로 주로 등판했다. 문학에서 열린 2009년 한국시리즈 3차전에서는 정근우와 강한 신경전을 벌여 벤치 클리어링이 일어났고, 이 때문에 당시 더그아웃에 앉아 있었던 내야수 김종국이 마운드로 달려와서 서재응과 정근우를 말리는 모습이 나갔다.
2010년에는 선발진의 한 축을 담당했다. 2012년 10월 1일 롯데 자이언츠를 상대로 2경기 연속 완봉승, 44이닝 선발 연속 무실점 신기록을 달성하며 시즌 9승을 기록했다. KBO 데뷔 후 최고 성적인 9승 7패, 2점대 평균자책점을 기록했다.
2012년 시즌 후 은퇴를 선언한 박재홍의 후임으로 2013년에 선수협 회장으로 선출됐다.
그의 생일이었던 2013년 5월 24일 무등 NC전에 선발 등판했으나, 4이닝 동안 9안타 3볼넷을 허용해 역대 최다 실점 타이인 10실점을 기록하고 조기 강판당했다. 2013년 시즌 5승 9패, 평균자책점 6.54로 KBO 리그 복귀 후 최악의 성적을 기록했다.
이후 선발과 중간계투를 오갔지만, 해가 갈수록 등판 기회가 줄었다.
2015년 시즌 후 5,000만 원 삭감된 7,000만 원에 연봉 계약을 맺고 2016년까지 활동하겠다는 의사를 밝혔으나, 스프링캠프 도중인 2016년 1월 28일에 현역 은퇴를 선언했다.

## 지도자 경력
2017년 12월 19일에 KIA 타이거즈의 불펜코치로 계약을 맺고 친정 팀에 복귀했다.
2023년까지 KIA 타이거즈에서 투수코치로 활동했으나, 2023년 시즌 후 KIA 타이거즈와 재계약하지 못했다.
2024 시즌 후 NC 다이노스의 수석코치로 영입됐다.

## 해설 경력
2016년부터 SBS 스포츠의 야구 해설위원으로 활동했다.
2023 시즌을 마치고 SPOTV의 해설위원으로 영입됐으며, 2024년 7월 13일부터 SPOTV의 메이저리그 중계 해설도 병행했다.

## 행정가 경력
2024년 2월 16일에는 KBO의 부름을 받아 전력강화위원회의 위원으로 선임되며 행정가 커리어를 시작했다.

## 트리비아
- 미국 메이저 리그를 거친 대한민국 투수들 중 박찬호와 김병현 다음으로 메이저 리그 경기에 많이 등판했다.[17]

## 가족
- 그의 형인 서재환은 외야수 출신으로, 서울고등학교 야구부 코치로 활동했다. 1997년에 그와 함께 뉴욕 메츠에 입단했으나 부상으로 1999년에 방출된 후 여러 팀에서 코치를 역임했다.[18]

## 별명
- 같은 팀 선수가 홈런을 치거나 안타를 치면 덕 아웃에서 응원을 해 '응원단장'이라고 불렸다. 나중에는 훈련은 안 하고 응원만 한다며 비꼬는 용도로 쓰였다.
- 안 좋은 피칭을 보일 때 재앙을 일으킨다고 해 '서재앙'이라고 불린다.

## 출신 학교
- 광주화정초등학교
- 광주충장중학교
- 광주제일고등학교
- 인하대학교

## 통산 기록
| 연 도          | 소 속          | 나 이          | 승 리 | 패 전 | 승 률 | 평 자 책 | 출 장 | 선 발 | 완 투 | 완 봉 | 세 이 브 | 홀 드 | 이 닝 | 피 안 타 | 피 홈 런 | 볼 넷 | 고 4 | 탈 삼 진 | 몸 맞 | 보 크 | 폭 투 | 실 점 | 자 책 | 타 자 수 | W H I P |
| -------------- | -------------- | -------------- | ----- | ----- | ----- | -------- | ----- | ----- | ----- | ----- | -------- | ----- | ----- | -------- | -------- | ----- | ---- | -------- | ----- | ----- | ----- | ----- | ----- | -------- | ------- |
| 2002           | NYM            | 26             | 0     | 0     | ----  | 0.00     | 1     | 0     | 0     | 0     | 0        | 0     | 1.0   | 0        | 0        | 0     | 0    | 1        | 0     | 0     | 0     | 0     | 0     | 3        | 0.00    |
| 2003           | NYM            | 27             | 9     | 12    | .429  | 3.82     | 32    | 31    | 0     | 0     | 0        | 0     | 188.1 | 193      | 18       | 46    | 11   | 110      | 6     | 0     | 2     | 94    | 80    | 806      | 1.27    |
| 2004           | NYM            | 28             | 5     | 10    | .333  | 4.90     | 24    | 21    | 0     | 0     | 0        | 0     | 117.2 | 133      | 17       | 50    | 7    | 54       | 2     | 1     | 0     | 67    | 64    | 512      | 1.56    |
| 2005           | NYM            | 29             | 8     | 2     | .800  | 2.59     | 14    | 14    | 1     | 0     | 0        | 0     | 90.1  | 84       | 9        | 16    | 0    | 59       | 1     | 0     | 2     | 26    | 26    | 363      | 1.11    |
| 2006           | LAD            | 30             | 2     | 4     | .333  | 5.78     | 19    | 10    | 0     | 0     | 0        | 0     | 67.0  | 75       | 14       | 25    | 1    | 49       | 1     | 1     | 1     | 45    | 43    | 296      | 1.49    |
| 2006           | TBD            | 30             | 1     | 8     | .111  | 5.00     | 17    | 16    | 0     | 0     | 0        | 1     | 90.0  | 122      | 17       | 31    | 3    | 39       | 3     | 0     | 4     | 56    | 50    | 411      | 1.70    |
| 06합           | TBD            | 30             | 3     | 12    | .200  | 5.33     | 36    | 26    | 0     | 0     | 0        | 1     | 157.0 | 197      | 31       | 56    | 4    | 88       | 4     | 1     | 5     | 101   | 93    | 707      | 1.61    |
| 2007           | TBD            | 31             | 3     | 4     | .429  | 8.13     | 11    | 10    | 0     | 0     | 0        | 0     | 52.0  | 84       | 11       | 16    | 1    | 28       | 4     | 0     | 1     | 53    | 47    | 248      | 1.92    |
| 2008           | KIA            | 32             | 5     | 5     | .500  | 4.08     | 16    | 14    | 0     | 0     | 0        | 0     | 79.1  | 90       | 7        | 25    | 0    | 45       | 4     | 0     | 1     | 37    | 36    | 346      | 1.45    |
| 2009           | KIA            | 33             | 5     | 4     | .556  | 6.13     | 21    | 15    | 0     | 0     | 0        | 0     | 79.1  | 101      | 12       | 30    | 1    | 53       | 8     | 0     | 2     | 56    | 54    | 367      | 1.65    |
| 2010           | KIA            | 34             | 9     | 7     | .563  | 3.34     | 24    | 23    | 0     | 0     | 0        | 0     | 140.0 | 134      | 10       | 29    | 1    | 68       | 11    | 0     | 1     | 53    | 52    | 572      | 1.16    |
| 2011           | KIA            | 35             | 8     | 9     | .471  | 4.28     | 30    | 22    | 1     | 0     | 2        | 2     | 130.1 | 144      | 7        | 36    | 3    | 84       | 11    | 0     | 3     | 68    | 62    | 562      | 1.38    |
| 2012           | KIA            | 36             | 9     | 8     | .529  | 2.59     | 29    | 27    | 2     | 2     | 0        | 0     | 160.0 | 143      | 7        | 51    | 5    | 97       | 7     | 0     | 0     | 51    | 46    | 663      | 1.21    |
| 2013           | KIA            | 37             | 5     | 9     | .357  | 6.54     | 19    | 16    | 0     | 0     | 0        | 0     | 84.0  | 116      | 5        | 33    | 3    | 36       | 4     | 0     | 3     | 69    | 61    | 394      | 1.77    |
| 2014           | KIA            | 38             | 0     | 2     | .000  | 6.40     | 16    | 1     | 0     | 0     | 0        | 2     | 32.1  | 45       | 6        | 10    | 0    | 18       | 3     | 0     | 0     | 25    | 23    | 152      | 1.70    |
| 2015           | KIA            | 39             | 1     | 4     | .200  | 4.95     | 9     | 9     | 0     | 0     | 0        | 0     | 40.0  | 52       | 5        | 8     | 0    | 16       | 5     | 0     | 1     | 23    | 22    | 174      | 1.50    |
| MLB 통산 : 6년 | MLB 통산 : 6년 | MLB 통산 : 6년 | 28    | 40    | .412  | 4.60     | 118   | 102   | 1     | 0     | 0        | 1     | 606.1 | 691      | 86       | 184   | 23   | 340      | 17    | 2     | 10    | 341   | 310   | 2639     | 1.44    |
| KBO 통산 : 7년 | KBO 통산 : 7년 | KBO 통산 : 7년 | 42    | 48    | .467  | 4.30     | 164   | 127   | 3     | 2     | 2        | 4     | 745.1 | 825      | 59       | 222   | 13   | 417      | 53    | 0     | 11    | 382   | 356   | 3230     | 1.41    |

- 시즌 기록 중 굵은 글씨는 해당 시즌 최고 기록

## 같이 보기
- 대한민국 출신 메이저 리그 베이스볼 선수 목록